# Зенден (Вестфалия)
Зенден (нем. Senden) — община в Германии, в земле Северный Рейн-Вестфалия.
Подчиняется административному округу Мюнстер. Входит в состав района Косфельд. Население составляет 20 778 человек (на 31 декабря 2010 года). Занимает площадь 109,1 км².
Коммуна подразделяется на 4 сельских округа.

## Фотографии

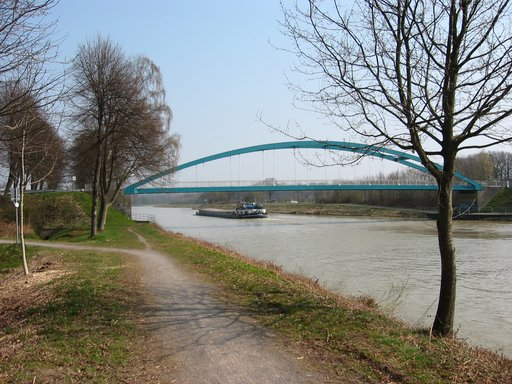
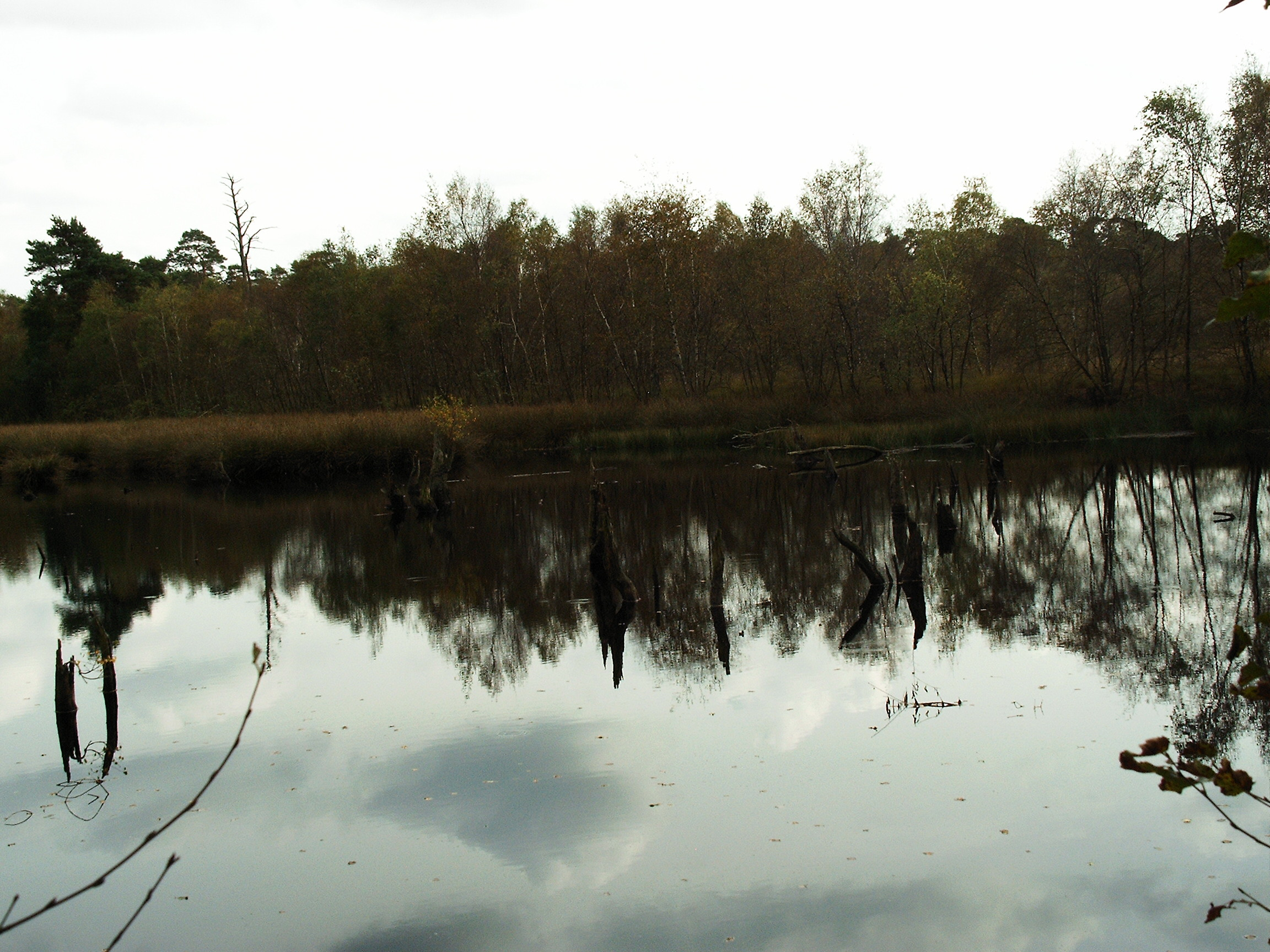
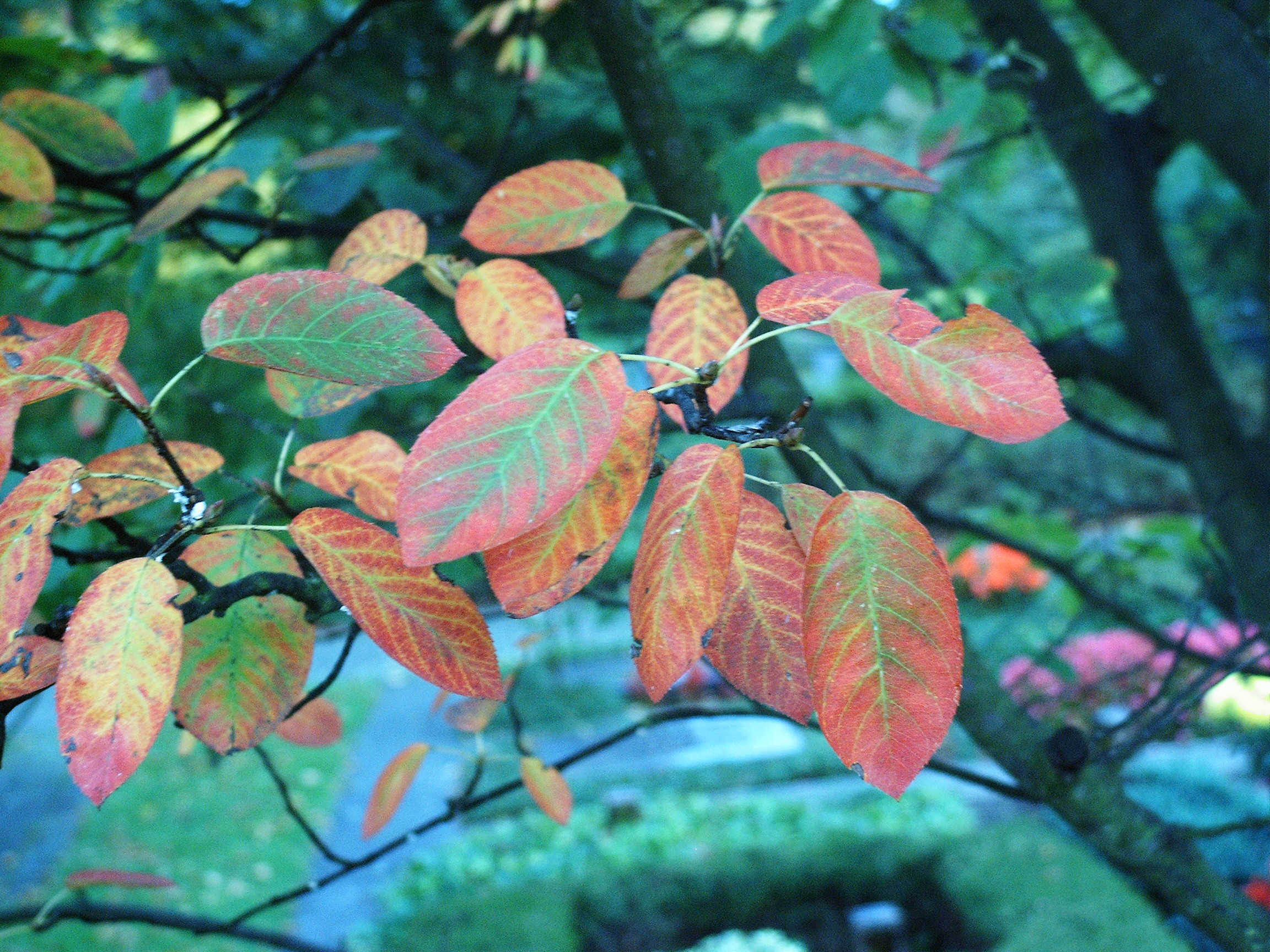
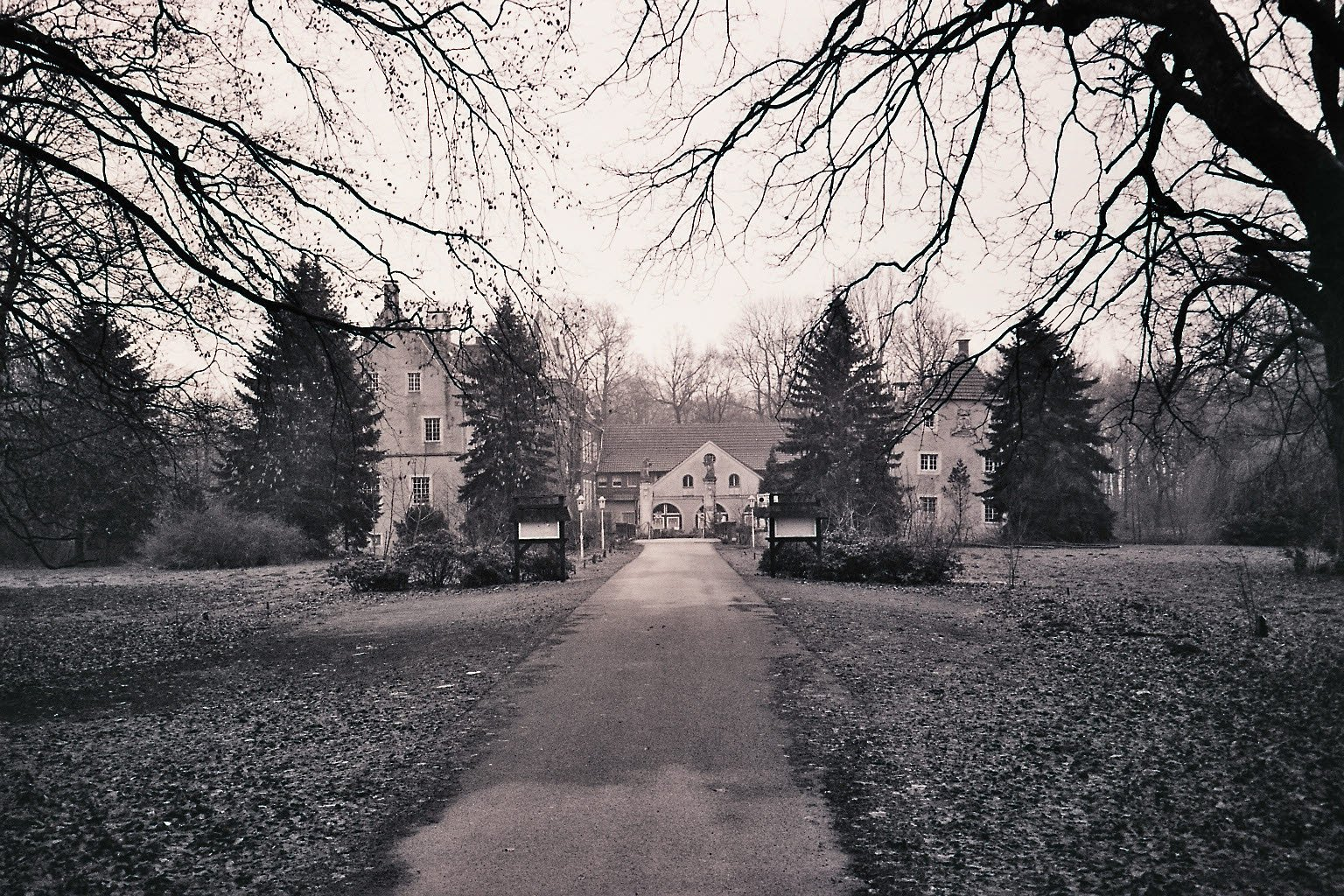